# نیکلاس ویندینگ رفن
نیکلاس ویندینگ رفن (دانمارکی: Nicolas Winding Refn؛ زادهٔ ۲۹ سپتامبر ۱۹۷۰) کارگردان، فیلم‌نامه‌نویس و تهیه‌کننده اهل دانمارک است. وی از سال ۱۹۹۶ میلادی تاکنون مشغول فعالیت بوده است.

## فیلم‌شناسی

### فیلم
| سال  | فیلم           | نقش به عنوان | نقش به عنوان | نقش به عنوان |
| سال  | فیلم           | کارگردان     | نویسنده      | تهیه‌کننده    |
| ---- | -------------- | ------------ | ------------ | ------------ |
| ۱۹۹۶ | موادفروش       | آری          | آری          | نه           |
| ۱۹۹۹ | بلیدر          | آری          | آری          | آری          |
| ۲۰۰۳ | Fear X         | آری          | آری          | نه           |
| ۲۰۰۴ | مواد فروش ۲    | آری          | آری          | نه           |
| ۲۰۰۵ | مواد فروش ۳    | آری          | آری          | نه           |
| ۲۰۰۸ | برانسون        | آری          | آری          | نه           |
| ۲۰۰۹ | خیزش والهالا   | آری          | آری          | نه           |
| ۲۰۱۱ | رانندگی        | آری          | نه           | نه           |
| ۲۰۱۳ | فقط خدا می‌بخشد | آری          | نه           | آری          |
| ۲۰۱۶ | شیطان نئونی    | آری          | آری          | آری          |

#### به عنوان بازیگر
| Year | Film                                     | Role                 | Notes       |
| ---- | ---------------------------------------- | -------------------- | ----------- |
| ۱۹۹۶ | مواد فروش                                | Brian                |             |
| ۲۰۰۵ | Kinamand                                 | Lægen ("The Doctor") |             |
| ۲۰۱۳ | Jodorowsky's Dune                        | Himself              | Documentary |
| ۲۰۱۵ | My Life Directed by Nicolas Winding Refn | Himself/Subject      | Documentary |

### تلویزیون
| سال  | عنوان                       | به عنوان | به عنوان | به عنوان  | یادداشت    |
| سال  | عنوان                       | کارگردان | نویسنده  | تهیه‌کننده | یادداشت    |
| ---- | --------------------------- | -------- | -------- | --------- | ---------- |
| ۲۰۰۹ | مارپل آگاتا کریستی: انتقام  | آری      | نه       | نه        | TV movie   |
| ۲۰۱۹ | برای جوان مردن خیلی پیر است | آری      | آری      | آری       | Co-creator |
| ۲۰۲۰ | Maniac Cop                  | TBA      | TBA      | آری       |            |

### بازی ویدئویی
| Year | Game         | Role     | Notes            |
| ---- | ------------ | -------- | ---------------- |
| ۲۰۱۹ | دث استرندینگ | Heartman | تنها مدل سه بعدی |